# San Juan Acatitlán, Puebla
San Juan Acatitlán är en ort i Mexiko.   Den ligger i kommunen Caltepec och delstaten Puebla, i den sydöstra delen av landet, 220 km sydost om huvudstaden Mexico City. San Juan Acatitlán ligger 2 049 meter över havet och antalet invånare är 176.
Terrängen runt San Juan Acatitlán är kuperad. Runt San Juan Acatitlán är det mycket glesbefolkat, med 2 invånare per kvadratkilometer. Närmaste större samhälle är Zaragoza, 14,3 km nordost om San Juan Acatitlán. I omgivningarna runt San Juan Acatitlán växer huvudsakligen savannskog.